# Henrik Ernst
Henrik Ernst (Hannover, 1986. szeptember 2. –) német labdarúgó, középpályás.

## Pályafutása
A Heeseler SV-ben sajátította el az alapokat, majd 19 évesen a Hannover 96 csapatába szerződött, ahol többnyire csak a második csapatban kapott lehetőséget. 2008 szeptemberében debütált a Holstein Kiel ellen csereként a 84. percben. 2009 októberében debütált a Bundesligában az Eintracht Frankfurt ellen a 85. percben váltotta Didier Ya Konant.
2011. június 5-én szabadon igazolhatóként szerződött le a 2 évre az RB Leipzig csapatához. Júliusban debütált a VfL Wolfsburg ellen a német kupában. 2017 nyarán visszatért a Hannover II-höz.

## Statisztika
| Klub           | Szezon   | Bajnokság | Bajnokság | Kupa  | Kupa | Nemzetközi | Nemzetközi | Egyéb | Egyéb | Összesen | Összesen |
| Klub           | Szezon   | Mérk.     | Gól       | Mérk. | Gól  | Mérk.      | Gól        | Mérk. | Gól   | Mérk.    | Gól      |
| -------------- | -------- | --------- | --------- | ----- | ---- | ---------- | ---------- | ----- | ----- | -------- | -------- |
| Hannover 96 II | 2007-08  | 17        | 1         | 0     | 0    | —          | —          | —     | —     | 17       | 1        |
| Hannover 96 II | 2008-09  | 22        | 2         | 0     | 0    | —          | —          | —     | —     | 22       | 2        |
| Hannover 96 II | 2009-10  | 25        | 2         | 0     | 0    | —          | —          | —     | —     | 15       | 2        |
| Hannover 96    | 2009-10  | 2         | 0         | 0     | 0    | —          | —          | —     | —     | 2        | 0        |
| Hannover 96 II | 2010-11  | 32        | 1         | 0     | 0    | —          | —          | —     | —     | 32       | 1        |
| RB Leipzig     | 2011-12  | 29        | 2         | 2     | 0    | —          | —          | —     | —     | 31       | 2        |
| RB Leipzig     | 2012-13  | 19        | 1         | 0     | 0    | —          | —          | 2     | 0     | 21       | 1        |
| RB Leipzig     | 2013-14  | 20        | 0         | 0     | 0    | —          | —          | —     | —     | 20       | 0        |
| RB Leipzig     | 2014-15  | 1         | 0         | 0     | 0    | —          | —          | —     | —     | 1        | 0        |
| RB Leipzig II  | 2012-13  | 1         | 0         | 0     | 0    | —          | —          | —     | —     | 1        | 0        |
| RB Leipzig II  | 2014-15  | 5         | 1         | 0     | 0    | —          | —          | —     | —     | 5        | 1        |
| RB Leipzig II  | 2015-16  | 24        | 1         | 0     | 0    | —          | —          | —     | —     | 24       | 1        |
| RB Leipzig II  | 2016-17  | 30        | 0         | 0     | 0    | —          | —          | —     | —     | 30       | 0        |
| Hannover 96 II | 2016-17  | 25        | 1         | 0     | 0    | —          | —          | —     | —     | 25       | 1        |
| ZFC Meuselwitz | 2018-19  | 32        | 4         | 0     | 0    | —          | —          | 4     | 2     | 36       | 6        |
| ZFC Meuselwitz | 2019-20  | 15        | 5         | 0     | 0    | —          | —          | 0     | 0     | 15       | 5        |
| ZFC Meuselwitz | 2020-21  | 12        | 1         | 0     | 0    | —          | —          | 1     | 0     | 13       | 1        |
| Összesen       | Összesen | 311       | 22        | 2     | 0    | 0          | 0          | 7     | 2     | 320      | 33       |

## Külső hivatkozások
- Henrik Ernst adatlapja a Soccerway oldalon (angolul)
- Henrik Ernst adatlapja a Transfermarkt oldalán (németül)